# 弗拉西夫卡 (巴里希夫卡區)
50°22′14″N 31°14′17″E / 50.37056°N 31.23806°E
弗拉西夫卡（烏克蘭語：Власівка）是位於烏克蘭北部的村莊，由基辅州布羅瓦里區的巴里希夫卡市鎮負責管轄。該村始建於1600年，面積1.7平方公里，海拔高度104米，2001年人口217，人口密度每平方公里124.7人。